# Carl Miller
Pour les articles homonymes, voir Miller.
Carlton « Carl » Miller est un acteur américain, né le 9 août 1893 dans le comté de Wichita (Texas), mort le 22 janvier 1979 à Honolulu (Hawaï).

## Biographie
Au cinéma, Carl Miller contribue à trente films muets américains sortis entre 1917 et 1928, dont deux avec Edna Purviance réalisés par Charlie Chaplin, Le Kid (1921) et L'Opinion publique (1923).
Citons également The Red Kimona de Walter Lang (1925, avec Priscilla Bonner) et le western The Great K and A Train Robbery de Lewis Seiler (1926, avec Tom Mix et Dorothy Dwan).
Après le passage au parlant, comme second rôle de caractère ou dans des petits rôles non crédités, il participe à seize autres films américains sortis à partir de 1929 (un court métrage), dont Honor of the Family de Lloyd Bacon (1931, avec Bebe Daniels et Warren William).
Son dernier film est Sacramento de William C. McGann (1942, avec John Wayne et Binnie Barnes), après lequel il se retire définitivement.

## Filmographie partielle

### Période du muet
- 1918 : Le Docteur X (The Doctor and the Woman) de Phillips Smalley et Lois Weber : Joe Drummond
- 1919 : La Tache originelle (Mary Regan) de Lois Weber : Jack Morton
- 1921 : Le Kid (The Kid) de Charlie Chaplin : le peintre
- 1921 : Cinderella of the Hills de Howard M. Mitchell
- 1922 : Roxelane (The Bride's Play) de George Terwilliger : Bulmer Meade
- 1923 : Les Deux Gosses (Jealous Husbands) de Maurice Tourneur : Harvey Clegg
- 1923 : L'Opinion publique (A Woman of Paris) de Charlie Chaplin : Jean Millet
- 1924 : The Lover of Camille d'Harry Beaumont : Armand Duval
- 1924 : Le Cygne noir (The Dark Swan) de Millard Webb : Tim Fontanelle
- 1925 : The Red Kimona de Walter Lang : Howard Blaine
- 1925 : The Redeeming Sin de James Stuart Blackton
- 1925 : We Moderns de John Francis Dillon : Oscar Pleat
- 1926 : La puissance des faibles (en) (The Power of the Weak) de William James Craft : Raymond
- 1926 : The Great K and A Train Robbery de Lewis Seiler : Burton Holt
- 1926 : Raggedy Rose de Richard Wallace : Ted Tudor
- 1927 : Whispering Sage de Scott R. Dunlap : Esteban Bengoa
- 1928 : Haunted Island de Robert F. Hill : Yetor King

### Période du parlant
- 1931 : Traveling Husbands (en) de Paul Sloane
- 1931 : L'Honneur de la famille (Honor of the Family) de Lloyd Bacon : le lieutenant Kolman
- 1931 : Chicago (en) (Bad Company) de Tay Garnett
- 1932 : Renegades of the West (en) de Casey Robinson : le banquier Rankin
- 1933 : Voleur de gloire (en) (The Phantom Broadcast) de Phil Rosen : Lefty
- 1934 : No Ransom de Fred C. Newmeyer : Ashton Woolcott
- 1935 : Life Begins at 40 (en) de George Marshall
- 1936 : Une aventure de Buffalo Bill (The Plainsman) de Cecil B. DeMille : un conducteur de chariot de Lattimer
- 1938 : Painted Desert de David Howard
- 1938 : Vallée sans loi (en) (Lawless Valley) de David Howard : un rancher
- 1942 : Sacramento (In Old California) de William C. McGann : un pilier de bar